# مغالطه افراد غیرموجود
مغالطه افراد غیرموجود (انگلیسی: Existential fallacy) نوعی مغالطه ساختاری است و در آن گویندهٔ قیاس در جایی که نباید فرض می‌کند که مجموعه‌ای عضو دارد (و تهی نیست). این مغالطه را نباید با تصدیق تالی («اگر آ آنگاه ب. ب وجود دارد. پس آ وجود دارد.») اشتباه گرفت.
نمونهٔ مغالطهٔ افراد ناموجود این است که «هر انسان بالداری، حداقل یک بال دارد.» این گزاره از نظر منطقی صحیح است ولی اگر کسی پس از آن فرض کند که انسان بالدار وجود دارد (مجموعهٔ انسان‌های بالدار تهی نیست) مرتکب مغالطه افراد غیر موجود شده است. این گزاره تنها به این معنا است که اگر انسان بالداری وجود داشت آنگاه او حداقل یک بال دارد.
از نظر قواعد منطقی، از گزاره‌ای با سور کلی نمی‌توان نتیجه‌ای گرفت که دارای سور وجودی باشد، اما در استعمالات روزمره گاهی این اشتباه صورت می‌گیرد و اگر استدلال باعث استنتاج قضیه‌ای با سور وجودی از قضیهٔ کلی دارای افراد باشد مغالطهٔ افراد غیر موجود صورت گرفته است.